# 크리스 미어스

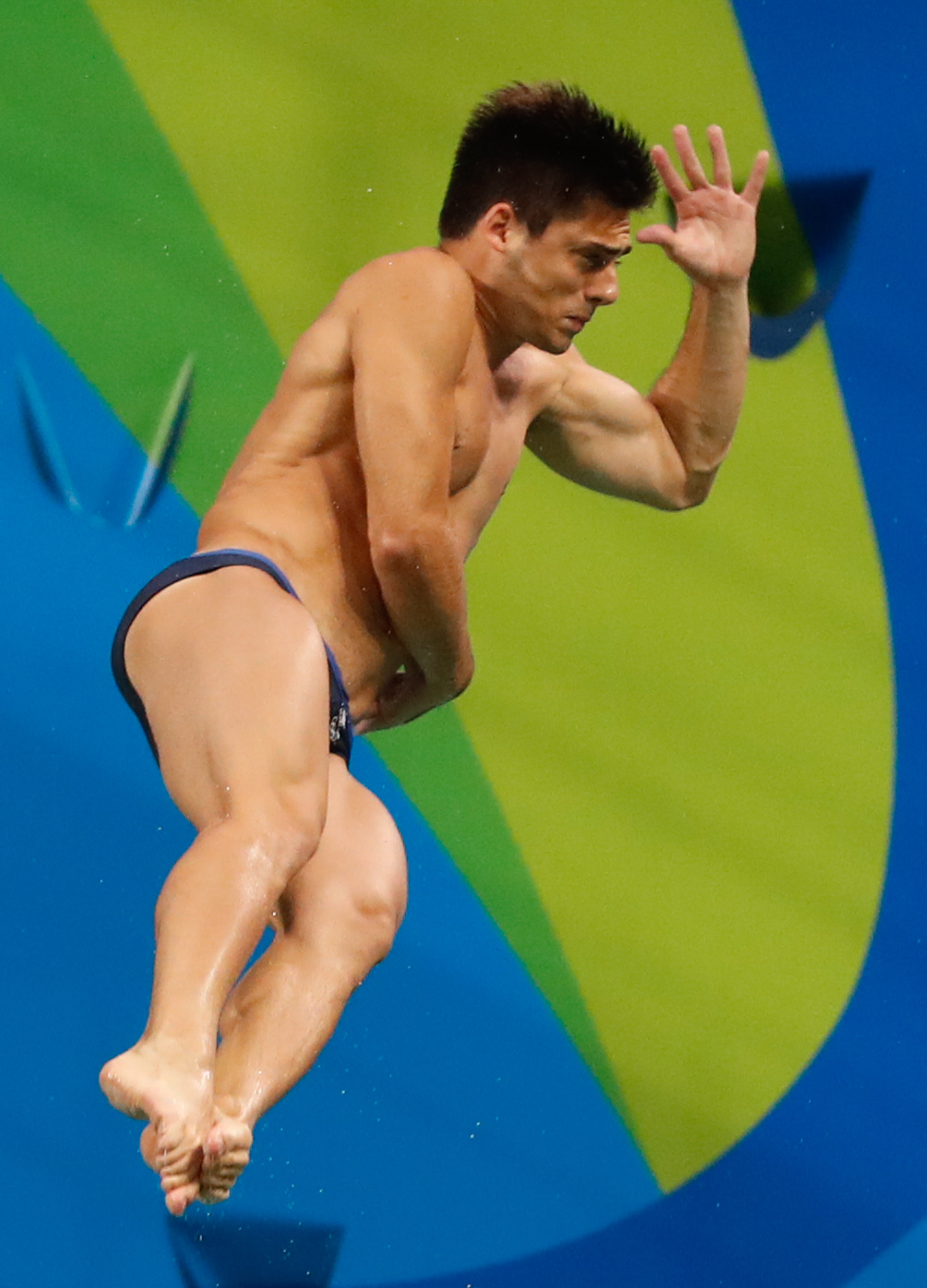

크리스 미어스(Chris Mears, 1993년 2월 7일 ~ )는 잉글랜드의 다이빙 선수이다. 2012년 하계 올림픽에서 남자 3m 스프링 보드 개인 경기에 출전하여 8위를 하였으며, 남자 싱크로나이즈 3m에도 니컬러스 로빈슨 베이커와 출전하여 5위를 하였다.